# Nakfa (miasto)

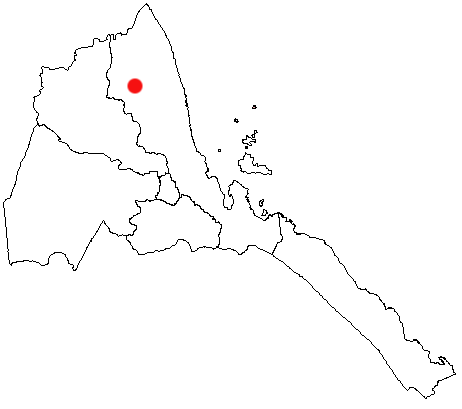
Położenie Nakfy w Erytrei

Nakfa – miasto w północnej Erytrei, od którego pochodzi nazwa erytrejskiej waluty, Nakfa.  Liczy około 10 tys. mieszkańców. Ośrodek przemysłowy.